# Distretto di M'Sila
Il distretto di M'Sila è un distretto della Provincia di M'Sila, in Algeria.

## Comuni
Il distretto di M'Sila comprende 1 comune:
- M'Sila